# Gompertz-eloszlás
A valószínűségszámítás elméletében és a statisztika területén a Gompertz-eloszlás egy folytonos valószínűségi eloszlás. Ez az eloszlás főként az időskori halálozási valószínűség modellezésre szolgál. Biztosítási matematikában, biológiai tudományokban és demográfiában a Gompertz-eloszlásnak egy általánosabb formáját is használják (Gompertz–Makeham mortalitási törvény).

## Tulajdonságok

### Valószínűség-sűrűségfüggvény
A Gompertz-eloszlás valószínűség-sűrűségfüggvénye:
{\displaystyle f\left(x;\eta ,b\right)=b\eta e^{bx}e^{\eta }\exp \left(-\eta e^{bx}\right){\text{for }}x\geq 0,\,}
ahol {\displaystyle b>0\,\!} a skálaparaméter, és {\displaystyle \eta >0\,\!} az alakparaméter.

### Kumulatív eloszlásfüggvény
A Gompertz-eloszlás kumulatív eloszlásfüggvénye:
{\displaystyle F\left(x;\eta ,b\right)=1-\exp \left(-\eta \left(e^{bx}-1\right)\right),}
ahol {\displaystyle \eta ,b>0,} és {\displaystyle x\geq 0\,.}

### Momentumgeneráló függvény
{\displaystyle {\text{E}}\left(e^{-tX}\right)=\eta e^{\eta }{\text{E}}_{t/b}\left(\eta \right)}
ahol
{\displaystyle {\text{E}}_{t/b}\left(\eta \right)=\int _{1}^{\infty }e^{-\eta v}v^{-t/b}dv,\ t>0.}

### A függvény alakja
A Gompertz-eloszlás flexibilis eloszlási függvény, ahol a görbe ferdesége jobbra és balra is elmozdulhat.
A Gompertz-eloszlás függvény különböző formákat (alakzatokat) vehet fel, az alakparaméter ({\displaystyle \eta \,\!}) értékétől függően:
- Ha {\displaystyle \eta \geq 1,\,}, a valószínűség-sűrűségfüggvény 0 modusú.
- Ha {\displaystyle 0<\eta <1,\,} a valószínűség-sűrűségfüggvény modusa

{\displaystyle x^{*}=\left(1/b\right)\ln \left(1/\eta \right){\text{with }}0<F\left(x^{*}\right)<1-e^{-1}=0,632121}

## Kapcsolódó eloszlások

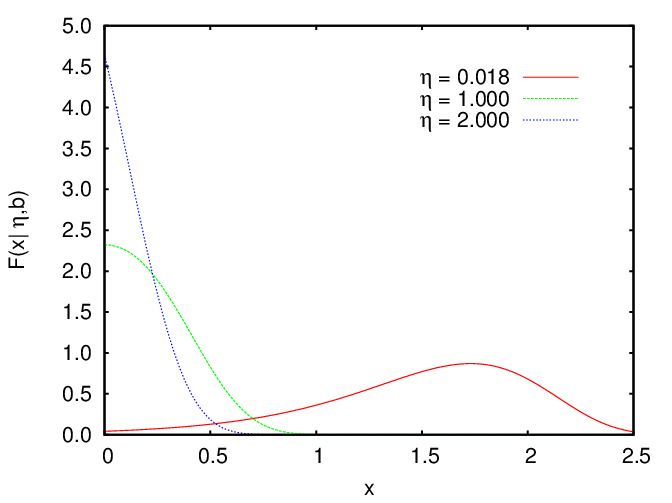
Gompertz-eloszlás sűrűségfüggvény

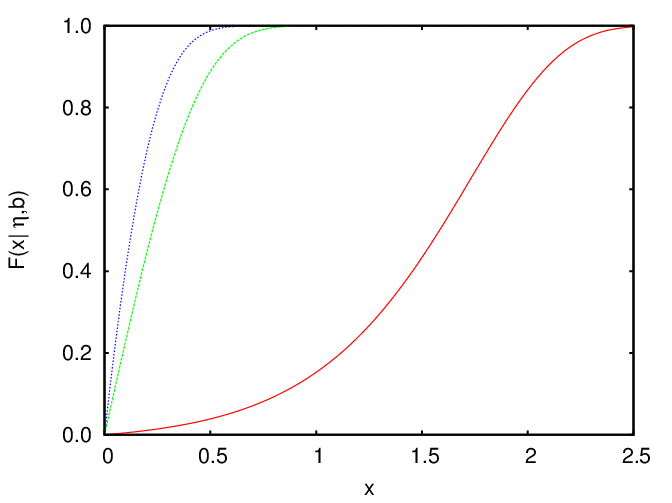
Gompertz kumulatív eloszlásfüggvény

- Ha X a Gumbel-eloszlásból eredő mintavétel eredménye, amíg Y negatív, és X=–Y, akkor X-nek Gompertz-eloszlása van.
- A Gamma-eloszlás a Gompertz-eloszlás egy természetes konjugáltja, az ismert  {\displaystyle b\,\!.} skálaparaméterrel.
- Amikor {\displaystyle \eta \,\!} a gamma-eloszlás szerint változik,  {\displaystyle \alpha \,\!} alakparaméterrel, és {\displaystyle \beta \,\!} skálaparaméterrel, akkor az {\displaystyle x} eloszlása Gamma/Gompertz.